# Big Syke
Тайрус Джеральд Хаймс (англ. Tyruss Gerald Himes; 22 ноября 1968, Инглвуд, Калифорния — 5 декабря 2016, Хоторн, Калифорния) — американский рэпер, более известный под своими сценическими псевдонимами Big Syke и Mussolini. Был известен своей работой с американскими хип-хоп группами Thug Life и Outlawz. Его сценический псевдоним «Big Syke» являлся переработкой его детского прозвища «Little Psycho». Рэпер умер 5 декабря 2016 года в своём доме в Хоторне.

## Биография
Тайрус Джеральд Хаймс родился и вырос в Инглвуде, Калифорния.
В 1990 году Big Syke совместно с рэперами Domino и Mental Illness сформировал хип-хоп группу Evil Mind Gangstas. Они выпустили альбом All Hell Breakin Loose. Альбом спродюсировал Джонни Джей.
В 1992 году он познакомился с Тупаком «2Pac» Шакуром. В 1994 году Big Syke становится участником группы Thug Life, созданной Тупаком, в которую также вошли сводный брат Тупака — «Mopreme», и рэперы «Macadoshis» и «Rated R». Выпустив единственный альбом Thug Life Vol. 1 в 1994 году, в 1995 группа распадается в связи с тем, что Тупака сажают в тюрьму.
После выхода из тюрьмы, 2Pac создал новую группу Outlawz, к которой под псевдонимом Mussolini присоединился Big Syke. С ним вышли песни для альбома 2Pac 1996 года All Eyez on Me , включая «Picture Me Rollin'», «When We Ride», «All Eyez on Me» и «Check Out». Пробыв в группе пару месяцев Тайрус Хаймс ушёл из группы в соло из-за коммерческих вопросов на лейбле Death Row.
В 1996 году выпустил сольный альбом Be Yo’ Self, также участвовал в записи альбомов «C-Bo» и «Spice 1» в качестве гостя. В 1996 году от пулевых ранений умирает Тупак Шакур, через два месяца был убит кузен Тупака — Yafeu «Kadafi» Fula. Big Syke уходит в тень.
В 2001 году Big Syke выпустил второй соло-альбом Big Syke Daddy — в записи принимают участие Dj Quick и E-40, на своём инди-лейбле Ride On Um Records, D3 Entertainment занималась дистрибуцией альбомов. Позже в 2001 Big Syke объединяет участников групп «Thug Life» и «Outlawz» в проекте под названием «Thug Law». Вместе они выпустили альбом «THUG LAW: CHAPTER 1».
В 2007 году Big Syke записал пятый сольный альбом Black Thunder.
Позднее Журнал XXL и телеканал Fox Television высказали предположение, что в организации убийства Notorious B.I.G. участвовал Big Syke, из-за этого последний потерял контракт с лейблом, и альбом так и не выпустили.
5 декабря 2016 года Big Syke был найден мёртвым в своём доме в Хоторне, Калифорния. Согласно отчётам, смерть была естественная.

## Дискография

### Сольные альбомы[9]
- Be Yo’ Self (1996)
- Big Syke Daddy (2001)
- Street Commando (2002)
- Big Syke (2002)
- Black Thunder (2011)

### Синглы
| Информация                                                                         |
| ---------------------------------------------------------------------------------- |
| Hittin’ Cornaz - Релиз: 19 мая 1998 - Позиция в чарте: — ~ - RIAA Certification: ~ |

### Другие проекты
| Информация |
| --- |
| Thug Life - Релиз: 26 сентября 1994 - Позиция в чарте: — #42 - RIAA Certification: Gold - Синглы: «Cradle to the Grave», «Pour Out a Little Liquor» |
| Thug Law: Thug Life Outlawz Chapter 1 - Релиз: 23 октября 2001 - Позиция в чарте: — ~ - RIAA Certification: ~ - Синглы: «Pay Day»                   |
| Thug Law: Thug Life Outlawz Chapter 2 - Релиз: 2 сентября 2003 - Позиция в чарте: — ~ - RIAA Certification: ~ - Синглы: «On Me»                     |